# Con Leahy
Cornelius "Con" Leahy (Charleville, Irlanda, 27 d'abril de 1876 – Nova York, 18 de novembre de 1921) va ser un atleta irlandès que va destacar en el salt de llargada, triple salt i salt d'alçada que va competir a començaments del segle xx. Va competir pel Regne Unit, en ser no ser Irlanda encara un país independent.
Leahy pertanyia a una família nombrosa en què els seus sis germans també practicaven esport. El seu germà Patrick guanyà dues medalles als Jocs Olímpics de 1900. Un altre germà, Timothy, també saltà en competicions.
El 1906 va prendre part en els Jocs Intercalats d'Atenes, on guanyà la medalla d'or en salt d'alçada i la de plata en triple salt. El 1908, als Jocs Olímpics de Londres, guanyà la medalla de plata en la competició del salt d'alçada del programa d'atletime, amb un millor salt de 1m 88cm, i que compartí amb Georges André i István Somodi.